# ジャボ

ジャボ。

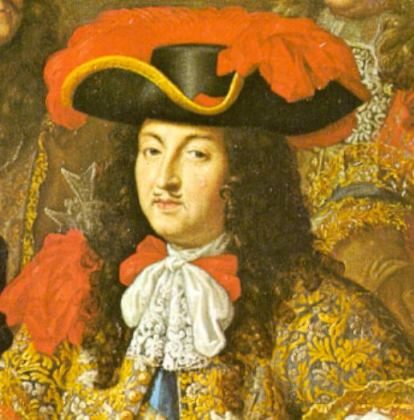
ジャボ着用例。

ジャボ（仏: jabot）とは、近世にヨーロッパで用いられていた襞の付いた胸の飾りのことである。

## 概要
主にレースで出来ており袖口と共に装飾の役割を果たしていた。現在のネクタイとして用いられており、付け外しの出来る物や一体化した物まで存在した。立襟や詰襟、折襟の背広や軍服に用いていたがスカーフや蝶ネクタイが流行し姿を消した。現在は社交界や王室、議会、法廷弁護士で用いられている。

## 歴史
17世紀頃から19世紀までのヨーロッパの服飾を果たしてきた。初めは男性用でワイシャツに用いられ、後に女性用にブラウスやジレ、ワンピースに用いられた。ブラウスには襞飾りの名残がある。ジャボとはフランス語で鳥の餌用の袋を意味した。英語ではジャボット。

## ジャボを用いた服装
- 帽子
  - 二角帽子か三角帽子のいずれ
- 頭髪
  - かつら
- スーツ
  - 立襟・詰襟（アビと称する）
  - ベスト（ウェストコート）
  - ワイシャツ
- ネクタイ
  - ジャボ
  - スカーフ
  - ネッカチーフ
- ボトムス
  - キュロット等の半ズボン
  - ブリーチズ [:en]
- 靴下
  - 絹製の白いハイソックス
- 靴
  - 赤いヒール - 特別な行事の時に身につけた。

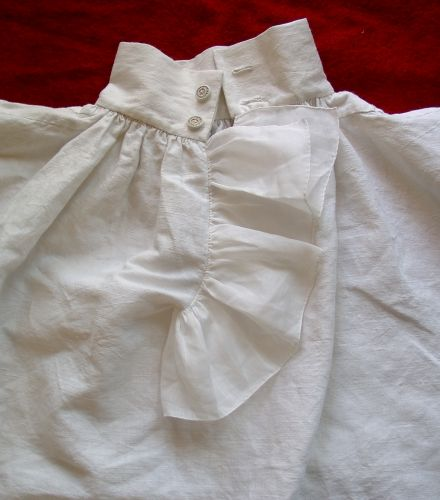
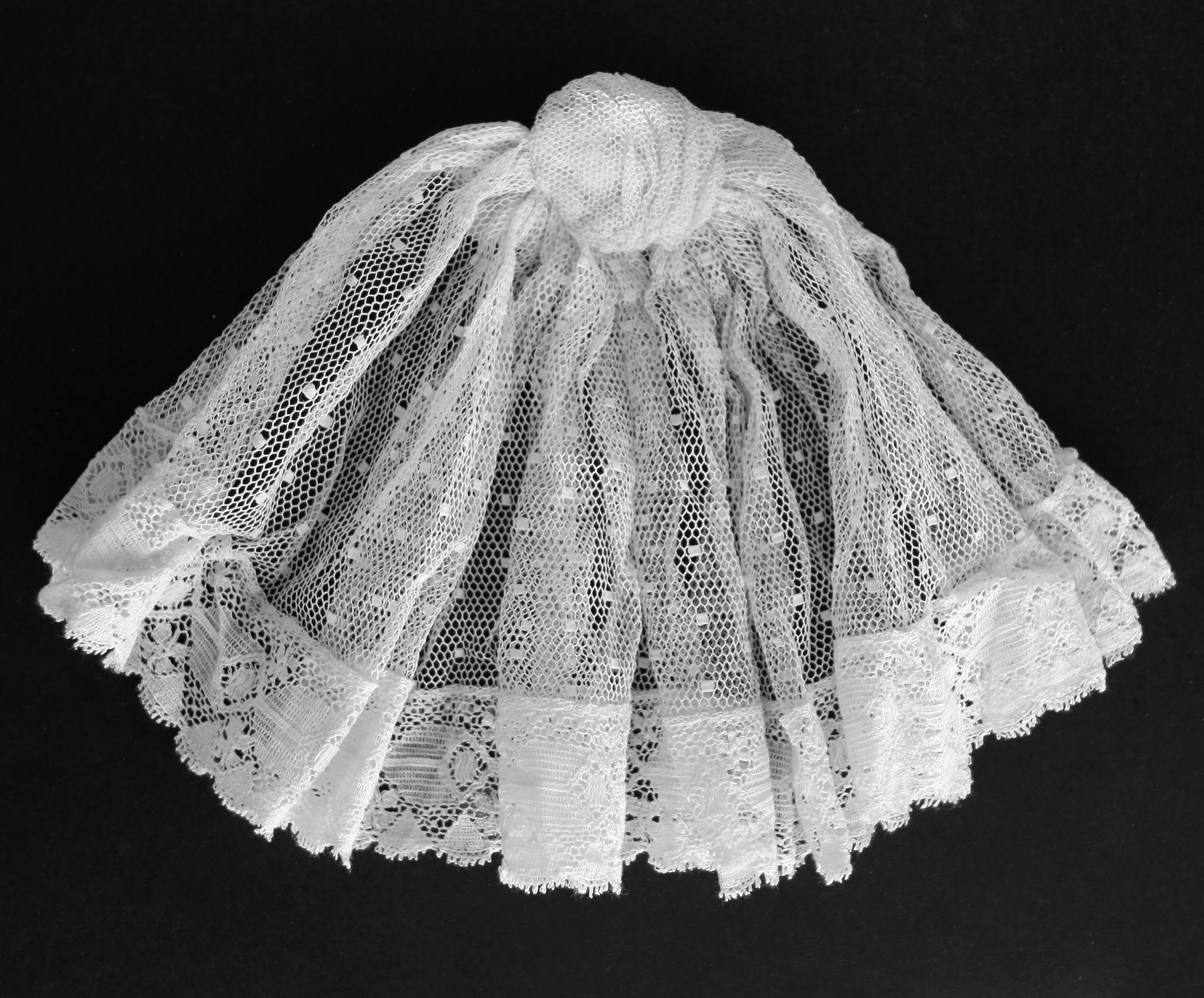
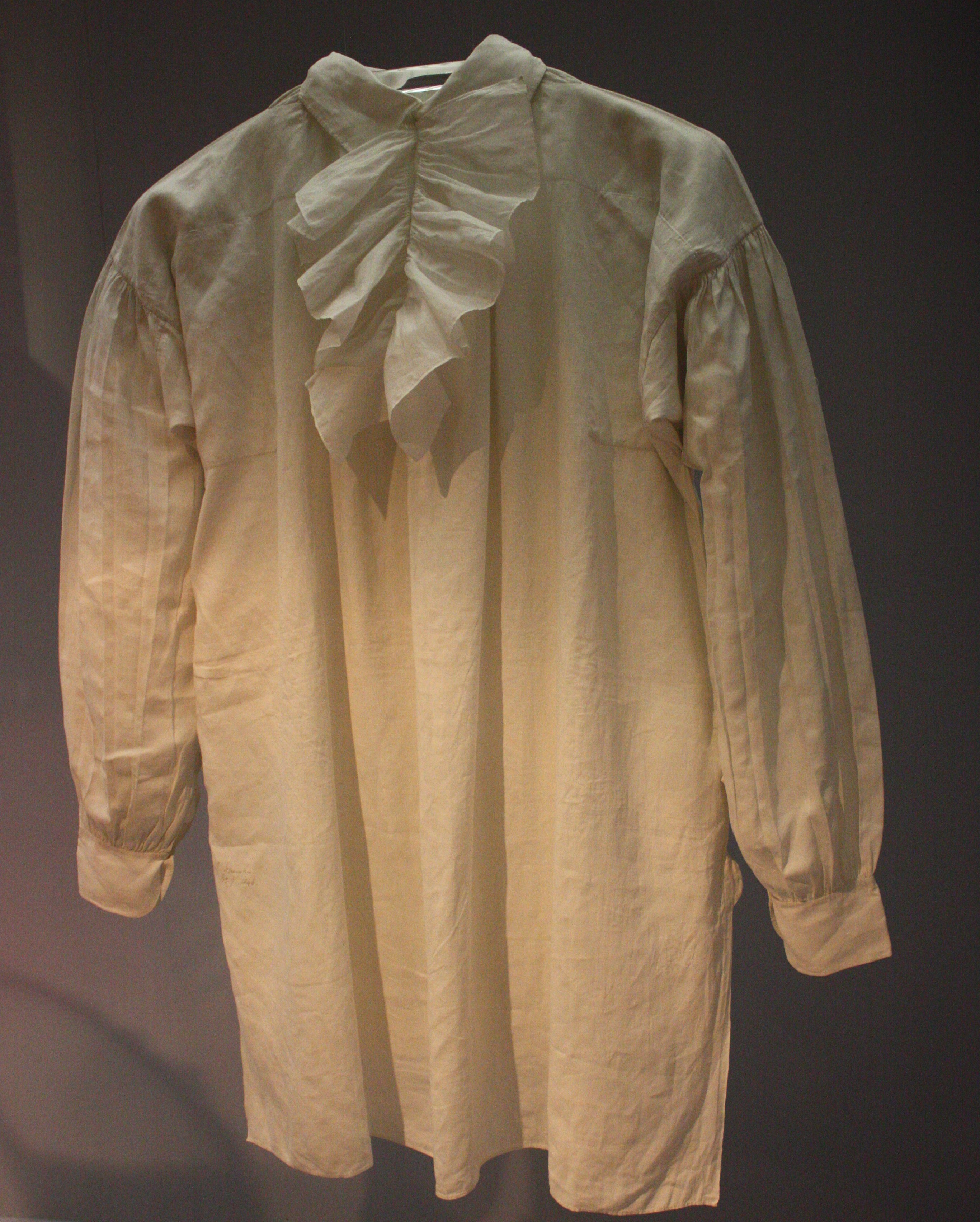
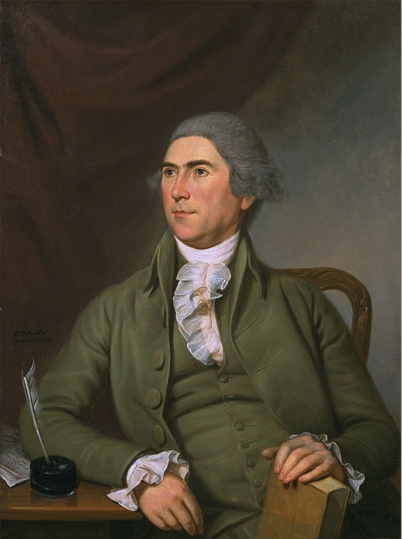
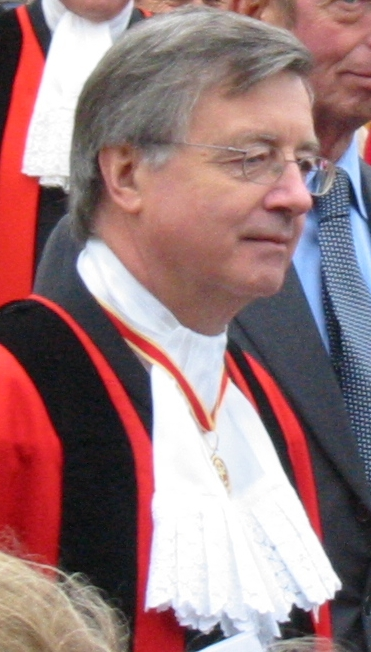
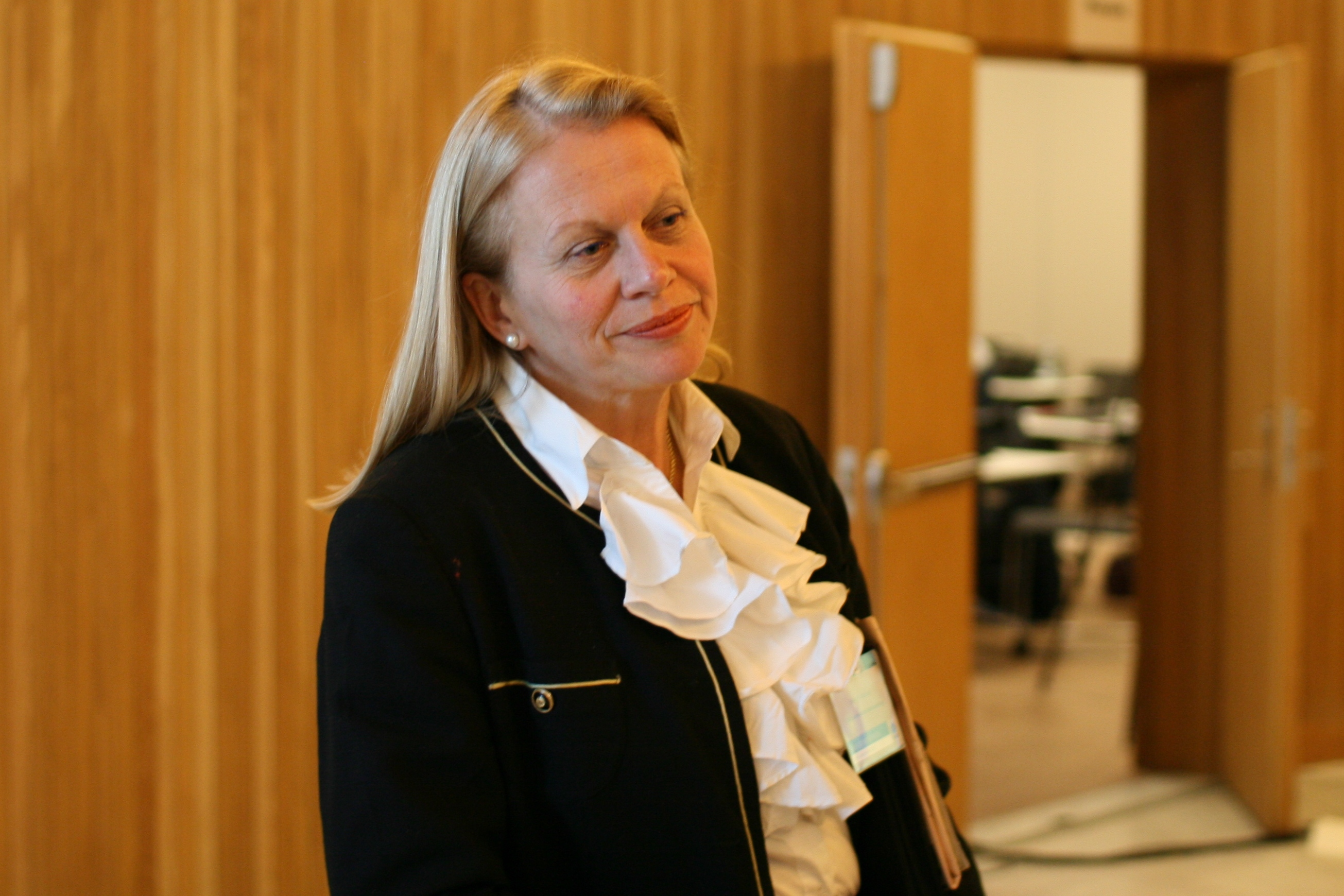
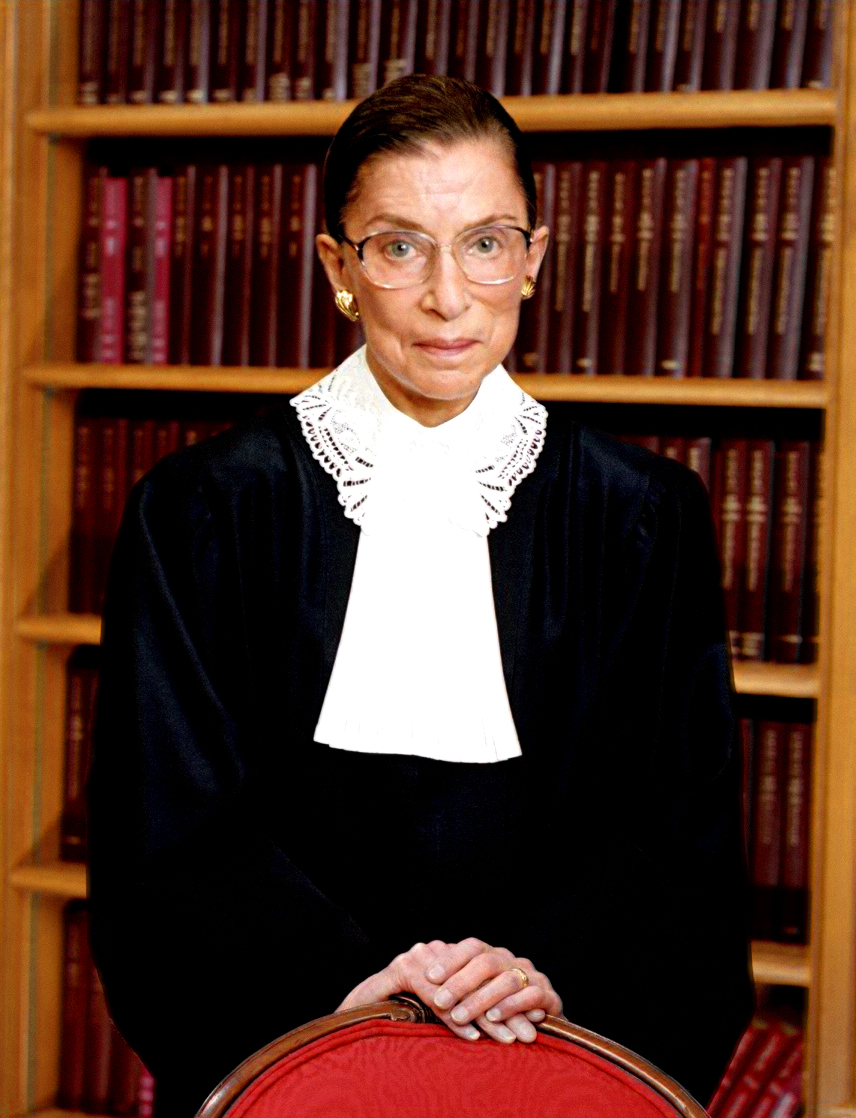

  - パンプス - 普段着の時に用いられた。
  - ブーツ - 散歩の時に用いられた。

## 著名な人物
- ジョージ・ワシントン

## フィクションでのジャボ
ジャボは貴族的、上品なイメージがあるからか、貴族、王族、メイド、海賊等の登場人物がジャボを身につけていることがある。カリオストロの城のカリオストロ伯爵やラピュタのムスカ大佐が有名。
- 逆転裁判 -御剣怜侍 ヒラヒラと称される。